# لانگمیدو (ماساچوست)
لانگمیدو، ماساچوست
لانگمیدو(به انگلیسی: Longmeadow) شهرکی در شهرستان همپدن ایالت ماساچوست می‌باشد که در سال ۱۷۸۳ بنیان‌گذاری شده‌است. این شهرک در سرشماری سال ۲۰۱۰ میلادی، ۱۵٬۷۸۴ نفر جمعیت داشته‌است.